# Макровірус
Макровірус — комп'ютерний вірус, який написано на мові макросів. Технічно, головною відміною макровірусу від інших видів комп'ютерних вірусів є лише середовище виконання — для макровірусу таким середовищем є не операційна система, а те середовище, що забезпечує виконання макропрограм.
Зазвичай, макровірус вбудовується в файли певних типів, для яких передбачені можливості автоматичного виконання, за якихось умов, вбудованих в них макросів, проте які в масовій свідомості користувачів сприймаються не як програми, а як звичайні файли з інформацією.

## Вразливі файли
На теперішній час, основними типами файлів, які створюють середовище для макровірусів є файли типу документи Microsoft Word (.doc) та Microsoft Excel (.xls). Попри те, що файли .doc не передбачають можливості вбудовування програм, не передбачено також інформування користувача про те, що відкритий ним файл .doc насправді є перейменованим файлом .dot (Microsoft Word Template), для якого така можливість є.

## Етапи зараження
Розповсюдження макровірусів відбувається в три етапи:
- На 1 етапі агент-користувач отримує від іншого користувача або переносить з комп'ютера на комп'ютер файл з макровірусом.
- На 2 етапі він виконує із ним якісь дії, що призводять до автоматичного виконання відповідного цій дії службового макроса. Якщо службовий макрос у цьому файлі було підмінено макровірусом, то управління, несподівано та таємно для користувача, отримає саме код макровірусу. Найчастіше макровірус перевизначають макроси, що мають виконуватися при самому відкритті файлу для редагування або перегляду, тож код макровірусу у таких випадках виконується на самому початку роботи користувача із файлом.
- На 3 етапі макровірус виконує функції з свого подальшого розповсюдження (пошук на комп'ютері користувача та зараження інших файлів, здатних виконувати макровірус) та/або деструктивні чи інші побічні функції.